# 中華民國教育改革協會
中華民國教育改革協會，簡稱教改協會，於1997年由十多個地方性及議題性教改團體共同成立，以促進人性化教育、尊重地方性思考，及提升教育品質為宗旨，並站在民間立場參與教育公共政策之決策過程。

## 外部連結
- 中華民國教育改革協會